# Liste der Stolpersteine in Gersheim
In der Liste der Stolpersteine in Gersheim werden die vorhandenen Gedenksteine aufgeführt, welche im Rahmen des Projektes Stolpersteine des Künstlers Gunter Demnig in Gersheim verlegt worden sind. Die  ersten vier Stolpersteine wurden am 9. April 2011 von Demnig selbst verlegt. Sie gingen auf eine Initiative des Ortsverbands der Partei Die Linke in Gersheim zurück. Bislang wurde 7 Stolpersteine an 6 Adressen verlegt.
| Stolperstein | Inschrift | Verlegort                                    | Name, Leben |
| --- | --- | -------------------------------------------- | --- |
| Bild gesucht Die Wikipedia wünscht sich an dieser Stelle ein Bild vom Ort mit diesen Koordinaten 49.13329 7.20775 . Motiv: Stolperstein Maria Anna Falls du dabei helfen möchtest, erklärt die Anleitung , wie das geht. BW      | HIER WOHNTE MARIA ANNA JG. 1902 EINGEWIESEN 1939 'SANATORIUM' SCHÖNEBECK ERMORDET 1939                                                     | Obere Straße 10 · Niedergailbach · ()        | Maria Anna (geb. 1902) hatte einen gelähmten rechten Arm. Sie wurde am 28. August 1939 von den Nazis abgeholt und in ein Sanatorium in Schönebeck eingewiesen. Kurze Zeit später starb sie dort an einer angeblichen Lungenentzündung, war jedoch tatsächlich im Rahmen der Aktion T4 ermordet worden.                                        |
| Bild gesucht Die Wikipedia wünscht sich an dieser Stelle ein Bild vom Ort mit diesen Koordinaten 49.13295 7.20755 . Motiv: Stolperstein Valentin Anna Falls du dabei helfen möchtest, erklärt die Anleitung , wie das geht. BW   | HIER WOHNTE VALENTIN ANNA JG. 1878 EINGEWIESEN 1939 HEIL-UND PFLEGEANSTALT KLINGENMÜNSTER ERMORDET 3.11.1942                               | Bergstraße 11 · Niedergailbach · ()          | Valentin Anna (1878–1942) |
| Bild gesucht Die Wikipedia wünscht sich an dieser Stelle ein Bild vom Ort mit diesen Koordinaten 49.13292 7.20727 . Motiv: Stolperstein Brigitta Becker Falls du dabei helfen möchtest, erklärt die Anleitung , wie das geht. BW | HIER WOHNTE BRIGITTA ANNA BECKER JG. 1911 EINGEWIESEN 1939 HEIL-UND PFLEGEANSTALT GROSSSCHWEIDNITZ ERMORDET 26.10.1940                     | Bergstraße 7 · Niedergailbach · ()           | Brigitta Anna Becker (1911–1940) |
| Bild gesucht Die Wikipedia wünscht sich an dieser Stelle ein Bild vom Ort mit diesen Koordinaten 49.13286 7.20399 . Motiv: Stolperstein Wilhelm Frank Falls du dabei helfen möchtest, erklärt die Anleitung , wie das geht. BW   | HIER WOHNTE WILHELM FRANK JG. 1904 EINGEWIESEN 1939 HEIL-UND PFLEGEANSTALT KLINGENMÜNSTER ERMORDET 16.11.1942                              | Bischof-Weis-Straße 47 · Niedergailbach · () | Wilhelm Frank (1904–1942) |
| weitere Bilder \| | HIER WOHNTE JOSEF LÖB JG. 1883 FLUCHT FRANKREICH INTERNIERT RECEBEDOU MISSHANDELT TOT 1.5.1941                                             | Hauptstraße 22 · ()                          | Josef Löb wurde 1883 geboren. Während der NS-Zeit floh er nach Frankreich, wurde jedoch dort in Recebedou so schwer misshandelt, dass er am 1. Mai 1941 verstarb. |
| weitere Bilder \| | HIER WOHNTE SIMON LÖB JG. 1874 OPFE DES POGROMS VON SA ZU TODE GETRETEN 9.11.1938                                                          | Hauptstraße 22 · ()                          | Simon Löb (geb. 1874) wurde am 9. November 1938 in der Reichspogromnacht von der SA ermordet. |
| weitere Bilder \| | HIER WOHNTE KARL WUST JG. 1898 FLUCHT 1938 METZ VERRATEN / VERHAFTET DACHAU 1942 'VERLEGT' HEILANSTALT SCHLOSS HARTHEIM ERMORDET 11.6.1942 | Hauptstraße 40 · ()                          | Charles Wust wurde 1898 geboren. Er gehörte der Einheitsfront an. Nach der misslungenen Abstimmung floh er nach Frankreich, wo er zu Beginn des Zweiten Weltkrieges im Kriegsgefangenenlager Gurs interniert wurde. 1941 von der Gestapo verhaftet. Er kam ins KZ Dachau, wo er am 16. Juli 1942 im Rahmen der Aktion 14 f 13 ermordet wurde. |

## Verlegedatum
- 9. April 2011: Hauptstraße 22, 40 und Obere Straße 10[4]
- 3. April 2025: Bergstraße 7, 11 und Bischof-Weis-Straße 47[5]